# Gökçe Bahadır
Gökçe Bahadır  (1981. november 9. –) török színésznő, modell és énekesnő.

## Életrajza
Leginkább Leyla Tekin szerepléséiről ismert a Yaprak Dökümü című sorozatban (Reşat Nuri Güntekin klasszikus regénye alapján), illetve Yelizként, a Hayat Bilgisi című sikersorozatban vált népszerűvé. Számos más sorozatban is szerepelt, köztük Kayıp Şehirben, Ufak Tefek Cinayetlerben, Aramızda Kalsınban, Adı Efsane-ben és Dedemin İnsanlarıban. 2021-ben megkapta Azra Cevher szerepét, ahol ügyvédnői szerepben főszerepelt a  A házasság buktatói  című tévésorozatban, amely a The Split című brit tévésorozat adaptációja.

## Filmográfia

### Televíziós szerepek
| Év        | Cím                                          | Szerepnév      | Magyar hang  |
| --------- | -------------------------------------------- | -------------- | ------------ |
| 2023      | Ömer Ömer                                    | Gamze Sağlam   |              |
| 2021-2022 | A házasság buktatói Evlilik Hakkında Her Şey | Azra Cevher    | Zakariás Éva |
| 2017-2018 | Bosszú tűsarkon Ufak Tefek Cinayetler        | Dr. Oya Toksöz | Zakariás Éva |
| 2017      | Adı Efsane Adı Efsane                        | Bahar Öğretmen |              |
| 2015-2016 | Hatırla Gönül Hatırla Gönül                  | Gönül Çelik    |              |
| 2013-2015 | Aramızda Kalsın Aramızda Kalsın              | Yadigâr        |              |
| 2012-2013 | Kayıp Şehir Kayıp Şehir                      | Aysel          |              |
| 2006-2010 | Yaprak Dökümü Yaprak Dökümü                  | Leyla Tekin    |              |
| 2003-2005 | Hayat Bilgisi Hayat Bilgisi                  | Törpü Yeliz    |              |
| 2003      | Mühürlü Güller Mühürlü Güller                | Okşan          |              |
| 2001      | Tatlı Hayat Tatlı Hayat                      | Fulden         |              |

### Színház
- 5'er Beşer (2011)... Azize
- Kuru Sıkı (2014–2015)
- Broadway'den İstanbul'a Müzikaller (2017)
- İzmir'in Kızları (2020)